# ياكوفليف ياك-1
ياكوفليف ياك-1 طائرة مقاتلة أُنتجت في أوائل عام 1940 في الاتحاد السوفياتي خلال الحرب العالمية الثانية.

## المشغل
الاتحاد السوفيتي
- القوات الجوية السوفيتية

 فرنسا
- القوات الجوية الفرنسية الحرة

 بولندا
- القوة الجوية للجيش البولندي

## المواصفات

### خصائص عامة
- طاقم الطائرة:واحد
- الطول:8.5 م
- الجناح:10.0 م
- الارتفاع: م (قدم)
- مساحة الجناح:17.2 م²
- الوزن الفارغ:2,394 كغم
- الوزن المحمل:2,883 كغم
- أقصى وزن للإقلاع:كغم (رطل)
- المحرك:1× كليموف م-105

### الأداء
- السرعة القصوى:592 كم
- النطاق:700 كم
- أعلى خدمة:10,050 م
- معدل التسلق:15.4 م
- حمولة الجناح:168 كجم
- الطاقة/الكتلة:0.31 واط/كجم